# Манаков, Виктор Викторович (младший)
Ви́ктор Ви́кторович Манако́в (9 июня 1992, Санкт-Петербург) — российский шоссейный и трековый велогонщик, выступает за сборную России в различных дисциплинах начиная с 2009 года. Многократный чемпион всероссийских первенств, чемпион Европы, бронзовый призёр чемпионата мира, победитель этапов Кубка мира. В шоссейных велогонках выступал за команды «Итера-Катюша» и «Русвело» на многих престижных соревнованиях. Мастер спорта международного класса.

## Биография
Виктор Манаков родился 9 июня 1992 года в Санкт-Петербурге, рос в спортивной семье, в частности, его отец и по совместительству тренер Виктор Викторович Манаков (1960—2019) является олимпийским чемпионом по трековому велоспорту, а мать Йоланта Поликевичюте — серебряный призёр чемпионата мира. Серьёзно заниматься велоспортом начал в возрасте четырнадцати лет, проходил подготовку в училище олимпийского резерва № 2, тренировался под руководством отца. Состоит в столичном физкультурно-спортивном обществе «Динамо».
Первого серьёзного успеха добился в 2009 году, когда попал в юниорскую сборную России и побывал на юниорских чемпионатах Европы и мира, откуда привёз медали золотого достоинства, выигранные в командных гонках преследования. Год спустя в индивидуальном преследовании стал чемпионом Европы среди юниоров, выиграл бронзу на юниорском чемпионате мира, после чего дебютировал на взрослом международном уровне — выступил на чемпионате мира в Копенгагене, где стал седьмым в командной гонке преследования и тринадцатым в омниуме. Помимо этого начал активно участвовать в шоссейных соревнованиях: проехал все этапы «Велогонки Мира», многодневной гонки в Польши, соревновался на шоссейном европейском первенстве в Анкаре.
В 2011 году в командной гонке преследования Манаков выиграл бронзу на чемпионате Европы в голландском Апелдорне. На шоссе был участником «Тура Болгарии», «Тура Берлина», многодневок Flèche du Sud и «Олимпия тур» в Люксембурге и Нидерландах соответственно, стартовал на всех этапах «Тура озера Цинхай» в Китае. В следующем сезоне в командном преследовании и омниуме стал чемпионом Европы среди андеров (спортсменов до 23 лет). Одновременно с этим, присоединившись к команде «Русвело», выступил во многих шоссейных гонках, среди которых «Гран-при Адыгеи» (одержал победу на пятом этапе), «Три дня Де-Панне», «Круг Лотарингии», «Тур Лимузена», «Тур Дании». 
На европейском первенстве 2013 года в Апелдорне Манаков обошёл всех своих соперников в программе омниума и завоевал тем самым чемпионское звание. В шоссейной дисциплине выступил на нескольких престижных многодневках, в том числе «Тур де л'Авенир», «Три дня Де-Панне», «Три дня Западной Фландрии», «Вуэльта Мальорки», «Стер ЗЛМ Тур», финишировал сорок пятым в однодневной гонке «Гран-при Москвы». Начиная с 2014 года представляет российскую велокоманду «Итера-Катюша», в её составе участвовал в «Туре Бразилии», «Туре Нормандии», «Пять колец Москвы», «Тур Жиронды», «Тур Сербии». При этом на треке выиграл бронзовую медаль в зачёте омниума на чемпионате мира в колумбийском Кали.
За выдающиеся спортивные достижения удостоен почётного звания «Мастер спорта России международного класса».
В марте 2021 года был дисквалифицирован на шесть месяцев за нарушение антидопинговых правил.